# Landerhoefijzerneus
De Landerhoefijzerneus (Rhinolophus landeri) is een West-Afrikaanse hoefijzerneusvleermuis die waarschijnlijk sterk verwant is met de alcyonehoefijzerneus. Bij beide soorten hebben de mannetjes merkwaardige, door hun kleur afstekende, klierhaarbosjes. Opvallend is dat juist bij deze mannetjes de melkklieren sterk ontwikkeld zijn (bij andere mannetjeshoefijzerneuzen niet het geval). De functie hiervan is niet precies bekend, men vermoedt dat het geurklieren zijn (ze produceren in ieder geval geen melk).